# Seleção Italiana de Futebol de Areia
A Seleção Italiana de Futebol de Areia representa a Itália nas competições internacionais de futebol de areia (ou beach soccer).

## Títulos
| CONTINENTAIS | CONTINENTAIS  | CONTINENTAIS | CONTINENTAIS      |
|              | Competição    | Vezes        | Ano               |
| ------------ | ------------- | ------------ | ----------------- |
|              | Liga Europeia | 3            | 2005, 2018 e 2023 |